# Otok Albatrosa (St. Brandon)
Otok Albatrosa (fra. Île Albatross je otok koji se nalazi u otočju St. Brandon, skupini vanjskih otoka Mauricijusa. Na otoku je do 1988. postojala mala ribarska postaja.
Dana 5. lipnja 2021. brod FV Sea Master mauricijske tvrtke Hassen Taher doživio je brodolom na otoku Albatrosa. Sve članove posade spasili su lokalni ribari stacionirani na obližnjem otoku Île Raphael.